# Quiéreme (Álbum de Los Bukis)
Quiéreme es el decimocuarto álbum de estudio lanzado por Los Bukis el 10 de marzo de 1992. El álbum fue certificado disco de oro en los Estados Unidos por la RIAA.

## Lista de canciones
Todas las canciones escritas y compuestas por Marco Antonio Solís, excepto donde se indique.
| N.º | Título                             | Duración |  |
| 1.  | «Quiéreme»                         | 4:13     |  |
| 2.  | «Viéndolo bien» (Manolo Marroquin) | 2:58     |  |
| 3.  | «El celoso»                        | 3:31     |  |
| 4.  | «Que le vaya bien»                 | 3:51     |  |
| 5.  | «Buena lección»                    | 4:28     |  |
| 6.  | «Mi mayor necesidad»               | 4:12     |  |
| 7.  | «Porque siempre te amare»          | 3:16     |  |
| 8.  | «Dime donde y cuando»              | 4:01     |  |
| 9.  | «Que duro es llorar así»           | 3:45     |  |
| 10. | «Volveré»                          | 3:33     |  |